# Zlatokop
Zlatokop (cyr. Златокоп) – wieś w Serbii, w okręgu pczyńskim, w mieście Vranje. W 2011 roku liczyła 777 mieszkańców.